# Делич (окръг)
 Тази статия е за окръга в Германия.  За града вижте Делич.  
Делич (на немски: Delitzsch) е окръг в Източна Германия, провинция Саксония. Граничи с окръзите Торгау-Ошац и Мунденталкрайс на изток, Лайпциг и Лайпцгер Ланд на юг и провинция Саксония-Анхалт на запад и север. След Виенския конгрес от 1815 година днешният окръг Делич преминава от Саксония в Прусия. През 40-те години е включен в провинция Саксония-Анхалт. През 1953 година провинциите на Източна Германия са премахнати, а след възстановяването им през 1990 година окръг Делич става част от Саксония. Площта му е 852 km², а населението - около 129 000 души (2000). Административен център е град Делич.